# Walou crisis
Walou crisis is een lied van de Nederlandse rapper Dopebwoy in samenwerking met rappers/zangers 3robi en Mula B. Het werd in 2019 als single uitgebracht en stond in hetzelfde jaar als vierde track op het album Forever lit van Dopebwoy. 

## Achtergrond
Walou crisis is geschreven door Jordan Jacott, Anass Haouam, Hicham Gieskes en Serrano Gaddum en geproduceerd door SRNO. Het is een nummer uit het genre nederhop. In het lied rappen de artiesten over geld en dat ze niet last hebben van economische crisissen. Volgens Dopebwoy gaat het nummer niet enkel over het niet zorgen maken over geld, maar over het leven an sich. Op de B-kant van de single is een instrumentale versie van het lied te vinden. De single heeft in Nederland de platina status.
Het is de eerste keer dat de drie artiesten tegelijkertijd op een hitsingle staan. Wel waren er eerder onderling al samenwerkingen. Dopebwoy en 3robi hadden voor Walou crisis de hit Cartier en na Walou crisis werd de samenwerking herhaald op onder andere Champagne papi en Marbella. Met Mula B stond Dopebwoy op Obesitas en Bom 't. Ze herhaalden de samenwerking op Nog steeds vies. 3robi en Mula B hadden samen onder andere de bescheiden hits Gang en Lijst en na Walou crisis hadden ze nog samen de hit Nike Tech.

## Hitnoteringen
De artiesten hadden succes met het lied in de hitlijsten van het Nederlands taalgebied. Het piekte op de tiende plaats van de Single Top 100 en stond 25 weken in deze hitlijst. De Top 40 werd niet bereikt; het lied bleef steken op de derde plaats van de Tipparade. Ook in de Vlaamse Ultratop 50 was er geen notering. Het kwam hier tot de 32e plaats van de Ultratip 100